# Hafiz Abdelrahman
Pour les articles homonymes, voir Abdelrahman.
 (avril 2024).
Hafiz Abdelrahman Mukhtar (en arabe : حافظ عبد الرحمن مختار) était un flûtiste soudanais, mort le 21 juillet 2023, dont la musique a été utilisée sur plusieurs stations de radio, tant au niveau national qu'international. Il a été l'un des premiers artistes soudanais à jouer au John F. Kennedy Center for the Performing Arts à Washington DC. Sa musique se concentre sur la vie et la peine des Soudanais.

## Biographie
Hafiz Abdelrahman est né à Nyala, la capitale de l'État du Darfour du Sud, et a commencé à jouer de la flûte dès son plus jeune âge. Il a ensuite déménagé à Khartoum pour étudier la musique et l'art dramatique à l' Université du Soudan en 1981. Il fait ses débuts dans l'industrie télévisuelle avec sa première composition, The Old Port, utilisée comme générique pour l'émission Dinga Banga, présentée par Muhammad Suleiman sur Omdurman TV et Radio.
Abdelrahman a obtenu une maîtrise dans la spécialité de musique instrumentale et a étudié dans des conservatoires européens, ce qui l'a amené à jouer un mélange de musique européenne et soudanaise. En 1999 est publié l'album Ever Lasting Days chez le label français Al Sur. L'un de ses morceaux les plus célèbres est The Eternal Days, qui a été publié dans un album du même titre, distribué dans le monde entier par l'américain Amazon.com, et est donc le premier album soudanais avec de la musique soudanaise authentique sur Amazon. Il a composé 81 morceaux de musique à la flûte, dont Until We Meet, Whispering Fingers, Between Memory and Grief et The Rhythm of the Mountain.
Abdelrahman, à travers la flûte, essayait de transmettre son chagrin aux auditeurs et sa musique se concentrait généralement sur les hommes simples du Soudan. Il était considéré comme un musicien doté d'une vaste culture et d'un talent remarquable et a représenté le Soudan dans un certain nombre de forums arabes et internationaux comme les Émirats arabes unis. Sa musique a été utilisée sur un certain nombre de stations de radio, tant au niveau national qu'international, comme BBC Radio, Voice of America (VOA) et Monte Carlo (MCD).
En décembre 2021, après une large diffusion sur les réseaux sociaux d'une rumeur sur la santé du père de Hafez et la capacité de sa famille à payer ses traitements, sa famille a publié une clarification dans laquelle Zariab Hafiz Abdelrahman a rassuré le public sur la santé de son père. Il a déclaré que la rumeur avait causé un grand malaise à la famille et qu'elle n'avait pas de problèmes financiers pour soigner son père, atteint de la maladie d'Alzheimer,.
Hafiz Abdelrahman est décédé le 21 juillet 2023. Il a été enterré au cimetière Al-Sarha, Omdurman.